# Taterillus tranieri
Taterillus tranieri är en gnagare i underfamiljen ökenråttor som förekommer i nordvästra Afrika. Artepitetet i det vetenskapliga namnet hedrar den franska zoologen Michel Tranier som året 2003 var direktor för Naturhistoriska museet i Paris.
Arten når en kroppslängd (huvud och bål) av 11,1 till 13,4 cm, en svanslängd av 15 till 18 cm och en vikt av 40 till 54 g. Bakfötterna är 3,0 till 3,3 cm långa och öronen är 1,9 till 2,1 cm stora. En tydlig gräns skiljer den ljusbruna till rödbruna pälsen på ovansidan från undersidans vita päls. Vid kinderna och ögonen förekommer vita fläckar. Den långa svansen är bra täckt med hår och vid svansens slut bildar långa mörka hår en tofs. Taterillus tranieri har nakna bakfötter. Hos honor förekommer fyra par spenar.
Utbredningsområdet ligger i sydöstra Mauretanien och i angränsande områden av Mali. Regionen ligger i Sahelzonen mellan Sahara och jordbruksmark. Växtligheten består främst av gräs och taggiga buskar. Taterillus tranieri är antagligen marklevande och nattaktiv.
För beståndet är inga hot kända. Arten listas av IUCN som livskraftig (LC).